# تبعید (فیلم ۲۰۲۰)
تبعید یا اخراج (به انگلیسی: The Banishing) فیلمی محصول سال ۲۰۲۰ و به کارگردانی کریستوفر اسمیت است. در این فیلم بازیگرانی همچون جسیکا براون فیندلی، جان هفرنان، جان لینچ و شان هریس ایفای نقش کرده‌اند.